# اردیبهشت ۱۳۹۰
اردیبهشت ۱۳۹۰، دومین ماه سال ۱۳۹۰ خورشیدی است.
آغاز آن پنجشنبه: ‎۱ اردیبهشت ۱۳۹۰ (۲۱ آوریل ۲۰۱۱) میلادی

مطابق با ۱۷ جمادی‌الاول ۱۴۳۲ قمری قرارادی می‌باشد.